# Daniel M’Naghten

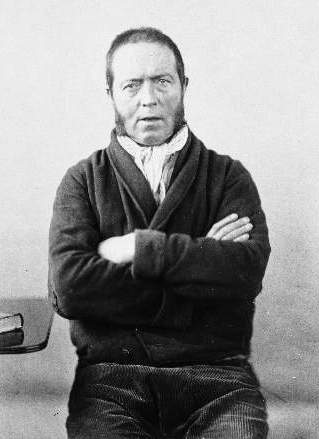
Daniel McNaughton (ca. 1856)

Daniel M’Naghten (manchmal auch McNaughtan oder McNaughton geschrieben; * 1813 in Glasgow; † 3. Mai 1865 in Crowthorne) war ein schottischer Drechsler, der unter paranoiden Wahnvorstellungen leidend 1843 auf den englischen Beamten Edward Drummond schoss, der kurze Zeit später starb. Nach seinem Strafprozess wurde er aufgrund von Wahnsinn als schuldunfähig eingestuft und verbrachte den Rest seines Lebens in Irrenanstalten. In der Folge wurde der juristische Test für strafrechtliche Unzurechnungsfähigkeit in England und anderen Ländern des Common Law, die sogenannten M’Naghten-Regeln, nach ihm benannt.

## Leben
Das meiste, was über das Leben M’Naghten bekannt ist, stammt aus Zeugenaussagen bei seinem Prozess und aus Zeitungsberichten, die zwischen seiner Verhaftung und seinem Prozess erschienen sind. Er wurde 1813 in Schottland, wahrscheinlich in Glasgow, als unehelicher Sohn eines Glasgower Drechslers, der ebenfalls Daniel M’Naghten hieß, geboren. Nach dem Tod seiner Mutter Ada zog M’Naghten zur Familie seines Vaters und wurde Lehrling und später Geselle in der Werkstatt seines Vaters in der Stockwell Street in Glasgow. Als sein Vater beschloss, ihm keine Stelle anzubieten, verließ M’Naghten das Geschäft und kehrte nach einer dreijährigen Karriere als Schauspieler 1835 nach Glasgow zurück, um eine eigene Drechslerwerkstatt zu eröffnen.
In Glasgow konnte M’Naghten in den nächsten fünf Jahren einen erfolgreichen Betrieb aufbauen. In seiner Freizeit besuchte er das Glasgow Mechanics’ Institute und die Athenaeum Debating Society, ging spazieren und las. Er brachte sich selbst Französisch bei und las die Werke von François de La Rochefoucauld. Politisch stand er den Radikalen nahe und beschäftigte in seinem Betrieb einen Chartisten. Im Dezember 1840 verkaufte M’Naghten sein Geschäft und verbrachte die nächsten zwei Jahre in London und Glasgow, mit einer kurzen Reise nach Frankreich. Er begann paranoide Vorstellungen zu entwickeln und fühlte sich von den Tories und ihren Spionen verfolgt. Seine Zeitgenossen nahmen das allerdings nicht ernst und hielten ihn für einen Verrückten.
Am 20. Januar 1843 schoss M’Naghten von hinten mit einer Pistole auf Edward Drummond, den Privatsekretär des britischen Premierministers, als dieser zu Fuß von Charing Cross in Richtung Downing Street lief. M’Naghten wurde von einem Polizeibeamten überwältigt, bevor er ein zweites Mal abfeuern konnte. Drummond überlebte die Attacke, starb allerdings fünf Tage später trotz nur leichter Verletzungen an den Folgen der medizinischen Behandlung. Es wird allgemein angenommen, dass M’Naghten dachte, auf Premierminister Robert Peel geschossen zu haben, was jedoch nie eindeutig geklärt wurde. Nach seiner Verhaftung begründete M’Naghten seine Tat mit der angeblichen Verfolgung durch die Tories.
Im März 1843 begann der Prozess von M’Naghten, an dessen Ende ihn die Jury für nicht schuldig aufgrund von Wahnsinn erklärte (not guilty on the ground of insanity). Das Urteil in M’Naghten’s Prozess löste einen Aufschrei in der Presse und im Parlament aus. Königin Victoria, auf die ebenfalls ein Attentat verübt worden war, äußerte in einem Schreiben an den Premierminister ihre Besorgnis über das Urteil, und das House of Lords nahm ein altes Recht wieder auf, Fragen an die Richter zu stellen. Fünf Fragen zu Verbrechen, die von Personen mit Wahnvorstellungen begangen wurden, wurden den 12 Richtern des Court of Common Pleas vorgelegt. Die Antwort auf eine der Fragen wurde in Form der M’Naghten-Regeln gesetzlich verankert und lautete:

„Zur Begründung der Einrede der Unzurechnungsfähigkeit muss eindeutig bewiesen werden, dass der Angeklagte zur Zeit der Begehung der Tat infolge einer Geisteskrankheit so unzurechnungsfähig war, dass er die Art und den Wert der von ihm begangenen Handlung nicht kannte, oder, falls er sie doch kannte, nicht wusste, dass er Unrecht tat.“

Die Regel stellte einen wichtigen Fortschritt in der Kriminalpsychologie dar und wurde als Triumph für den aufstrebenden Berufsstand der Psychiatrie und seinen Anspruch auf fachliche Kompetenz bezeichnet. Die M’Naghten-Regeln wurden später auch von den Vereinigten Staaten übernommen und blieben dort bis in die 1950er Jahre Basis der Rechtssprechung. Sie beherrschten über 100 Jahre lang das Recht der strafrechtlichen Verantwortung in England und Wales, den Vereinigten Staaten und vielen Ländern des Commonwealth.
Nach dem Urteil wurde M’Naghten vom Newgate-Gefängnis in die staatliche Irrenanstalt Bethlem Hospital verlegt.  Abgesehen von einem Hungerstreik, der mit einer Zwangsernährung endete, scheinen M’Naghten’s 21 Jahre in Bethlem ereignislos gewesen zu sein. Obwohl es für die Männer im Strafvollzugstrakt von Bethlem keine regelmäßige Beschäftigung gab, zählte sie zu den fortschrittlicheren Einrichtungen ihrer Zeit und Insassen wurden ermutigt, sich mit Aktivitäten wie Malen, Zeichnen, Stricken, Brettspielen, Lesen und Musikinstrumenten zu beschäftigen. 1864 wurde M’Naghten in das neu eröffnete Broadmoor Asylum verlegt, wo er im folgenden Jahr starb.
Bei der Verhaftung von M’Naghten war bei ihm eine Bankquittung über 750 Pfund Sterling gefunden worden, was im Jahr 2023 93.003 Pfund entspricht. In seinem 1981 erschienenen Buch „Knowing Right From Wrong“ vertritt Richard Moran, Professor für Soziologie am Mount Holyoke College, die Auffassung, dass es Aspekte im Fall M’Naghten gibt, die nie vollständig geklärt wurden. Er bezweifelt, dass das Geld, das bei M’Naghten zum Zeitpunkt seiner Verhaftung gefunden wurde, vollständig aus seinem Drechselgeschäft stammte. Im Jahr 2004 erklärte Moran, dass neue Hinweise darauf hindeuten, dass M’Naghten ein „politischer Aktivist war, der finanziert wurde, um den Premierminister zu ermorden“ und anschließend seinen Wahnsinn vortäuschte.